# Departamento de Tercero Arriba
Departamento de Tercero Arriba är en kommun i Argentina.   Den ligger i provinsen Córdoba, i den centrala delen av landet, 600 km nordväst om huvudstaden Buenos Aires.
Trakten runt Departamento de Tercero Arriba består till största delen av jordbruksmark. Runt Departamento de Tercero Arriba är det ganska glesbefolkat, med 22 invånare per kvadratkilometer.